# جو رايت (لاعب كرة قدم)
جو رايت (بالإنجليزية: Joe Wright)‏ (26 فبراير 1995 في المملكة المتحدة - ) هو لاعب كرة قدم بريطاني في مركز الهجوم. شارك مع منتخب ويلز تحت 21 سنة لكرة القدم. أما مع النوادي، فقد لعب مع نادي أكرينغتون ستانلي وهدرسفيلد تاون.

## وصلات خارجية
- جو رايت على موقع قاعدة بيانات كرة القدم.إي يو (الإنجليزية)
- جو رايت على موقع Soccerbase.com (لاعب) (الإنجليزية)
- جو رايت على موقع Soccerway.com (الإنجليزية)